# Хэллоуин (комиксы)
Большая популярность кино-сериала «Хэллоуин» (англ. Halloween) привела к появлению нескольких изданий комиксов в начале 2000-х, опубликованных «Chaos Comics» и «Devil’s Due Publishing».

## Издательство «Chaos Comics»
Самую первую серию комиксов по мотивам популярного кино-сериала выпустило издательство «Chaos Comics» Брайана Палидо (англ. Brian Pulido). Дэниэл Фаррэндс (англ. Daniel Farrands) также принимал участие в написании сценария к фильму «Хэллоуин 6: Проклятие Майкла Майерса». Сюжет рассказывает о повзрослевшем Томми Дойле, который одержим идеей убить Майкла. Первый выпуск рассказывает нам многое о детстве Майерса, в то время, как события 3 выпуска происходят после фильма «Хэллоуин: 20 лет спустя».
Сюжет этой серии был основан на идеях Дэниэла Фаррэндса для восьмой части сериала. Продюсеры хотели проследить дальнейшее развитие событий после 20 летнего юбилея: Томми Дойла отправляют в заключение в «Смитс-Гроув» за преступления Майерса, но юноше удаётся сбежать оттуда — он находит Линдси Уоллес и вместе с ней начинает изучать записи доктора Лумиса, узнавая всё больше о прошлом Майкла. Первоначально, фильм должен был показать отношения Майкла и доктора Лумиса во время заключения Майерса в «Смитс-Гроув» до возвращения к Томми и Линдси, когда на них нападает повзрослевший Майкл. Во время схватки с Майерсом, его маска слетает, и выясняется, что это вовсе не Майкл, а Лори Строуд, сошедшая с ума и продолжившая дело (наконец) мёртвого брата. Логика Фаррэндса была ясна — раз уж Джейми Ли Кёртис согласилась на эпизодическое появление в 8-й части, оно должно быть запоминающимся и неожиданным для всех поклонников. Однако продюсеры решили отказаться от этой идеи. Тогда он получил возможность воплотить свои идеи в комиксах.

### Хэллоуин I: Нераскрытые тайны
Хэллоуин I: Нераскрытые тайны / Halloween I: Untold Secrets. Некоторое время спустя после смерти доктора Лумиса, Томми Дойл получает от коллеги Сэма (которого уже убил Майерс), записи доктора, сделанные в период содержания Майкла в Смит-Гроув: в дневниках Лумис описывает свои попытки вылечить Майкла, признанного невменяемым, или, по крайней мере, заставить его говорить, однако за те годы, что Майерс провёл в лечебнице он не сказал ни слова. Множество смертей подростков-пациентов из клиники не вызвали никаких сомнений у главы лечебницы доктора Карпентера, но Лумис знал, что те несчастья не были случайными. Вскоре Майерс убивает доктора Хилл — невесту доктора Лумиса, всего за несколько месяцев до их свадьбы. Когда Томми заканчивает читать, в его доме появляется Майкл и пытается убить его. Но молодой человек даёт маньяку отпор — тот выпадает из окна, а затем исчезает.
"

### Хэллоуин II: Самые тёмные глаза
Хэллоуин II: Самые тёмные глаза / Halloween II: The Blackest Eyes. Томми знает, где искать Майкла — в его старом доме. Но там он лишь находит мёртвого Ричи Касла, которого шериф Бэкетт кладёт в багажник. Томми следует за шерифом к поле, где тот начинает копать могилу. Под прицелом пистолета, Томми заставляет шерифа рассказать ему всё, что он знает о Майерсах, но узнаёт даже больше: город Хэддонфилд был основан членами культа духа Санхейма, а предки Майерсов были избраны в качестве жертвоприношений, когда один из них должен был убить свою семью. На протяжении нескольких веков, такая участь посещала род Майерсов. Когда же шериф заканчивает историю, члены культа похищают его и Томми и прячут в подвале одной из церквей города, где вскоре появляется Майерс.

### Хэллоуин III: Глаза Дьявола
Хэллоуин III: Глаза Дьявола / Halloween III: The Devil’s Eyes. Томми Дойл помещён в психиатрическую клинику за убийство шерифа Бэкетта. Но юноша знает правду: шерифа убил Майерс, сбежавший из сгоревшей церкви в ту роковую ночь.

## Издательство «Devil’s Due Publishing»

### Один незабываемый испуг
Специальный выпуск под названием «One Good Scare» была выпущен тем же издательством в 2003 году. Сюжет написал Стефана Хатчинсона (англ. Stefan Hutchinson), а иллюстрации — создал Питера Филдинга (англ. Peter Fielding).
Действие истории происходит в 2003 году. Дэвид Лумис — сын доктора Сэма Лумиса, продолжил дело отца, унаследовав практику в лечебнице «Смит Гроув», где содержится подросшая Линдси Уоллес, уверенная, что Майкл Майерс придёт за ней. Дэвид не разделяет одержимость Сэма убийцей и всячески избегает мыслей о возможности возвращения маньяка. Как бы там ни было, вскоре Дэвид понимает, что история имеет свойство повторяться: чтобы помочь Линдси он должен разобраться в истории Майкла Майерса и даже посещает дом его детства в Хэддонфилде. Но на Хэллоуин 2003 года Майкл оказывается в «Смитс Гроуве», убивая каждого, кто попадётся ему на пути. Дэвид пытается защитить Линдси, однако страх одерживает верх, и мужчина прячется, наблюдая за тем, как Майкл уносит испуганную Линдси навстречу её смерти. В беспорядке, устроенном Майклом, читатели видят фото Дэвида и его отца — стекло треснуло, намекая на то, что Майкл вернётся и за Дэвидом.

### Вскрытие
Ожидая получения прав на серию, Хатчинсон занялся созданием документального фильма «Хэллоуин: 25 лет ужаса» (англ. Halloween: 25 Years Of Terror) совместно с Малеком Аккадом. Вместе они занялись разработкой сюжетных линий для будущих серий комиксов.
25 июля 2006 года, вместе с выходом на DVD документального фильма, появляется специальный выпуск «Autopsis». Сюжет вновь написал сам Хатчинсон, а рисунками занялись Маркус Смит (англ. Marcus Smith) и Ник Дисмас (англ. Nick Dismas). История рассказывает о фотографе Картере, которому поручено сделать фото Майкла Майерса. Для этого он начинает следовать за доктором Лумисом, пока наконец не становится одержим Майерсом. Долгожданная встреча происходит и заканчивается трагически…
Перезагрузка сериала Робом Зомби дала зелёный свет Хатчинсону — ведь теперь сюжеты комиксов не будут противоречить следующим принципиально новым фильмам.

### Ночной танец
В 2008 Стефан Хатчинсон выпустил первый выпуск своей новой серии под названием «Nightdance», состоящая из 4 частей. Серия примечательна тем, что кроме Майкла в ней не появляется ни один герой оригинального кино-сериала. Хатчинсон говорит, что пытался отойти от концепции последних фильмов и вернуться к истокам — тяжёлой, гнетущей атмосфере картины 1978 года.
| № | Название                      | В оригинале                       | Дата выхода    | Примечания |
| --- | ----------------------------- | --------------------------------- | -------------- | ---------- |
| |                               |                                   |                |            |
| 1 | Облик пустоты                 | A Shape In The Void               | 1 февраля 2008 | [ 8 ]      |
| Действие происходит 31 октября 2000 года, между событиями 7 и 8 фильмов. Майкл начинает преследовать пятнадцатилетнюю Лизу, девушку, панически боящуюся темноты. Так же как и Лори, Лиза по непонятным причинам представляет интерес для Майкла. Однако в следующих выпусках выясняется, что между ними есть родственная связь. |                               |                                   |                |            |
| |                               |                                   |                |            |
| 2 | Молчаливый клоун              | The Silent Clown                  | 1 марта 2008   | [ 9 ]      |
| Во второй части пугающей истории, трое друзей детства Шон, Никки и Лиза лицом к лицу столкнуться на городской ярмарке с кровожадной легендой — Майклом Майерсом. |                               |                                   |                |            |
| |                               |                                   |                |            |
| 3 | Одноцветная радуга            | A Rainbow In One Color            | 1 апреля 2008  | [ 10 ]     |
| Когда ночь Хэллоуина опускается на городок Расселлвилль в штате Иллинойс, ужас вырывается на улицы. Пока молодая девушка по имени Лиза пытается спастись от Майкла Майерса, Райан готовится отомстить маньяку за смерть своей жены. Но куда его заведёт охота за Тенью?                                                         |                               |                                   |                |            |
| |                               |                                   |                |            |
| 4 | Когда звёзды рухнули на Землю | When The Stars Came Crashing Down | 1 мая 2008     | [ 11 ]     |
| В последней главе этой истории, Райан и Лиза объединяются, чтобы спасти Расселвилль от новых жертв Майерса, однако маньяк не остановится ни перед чем, чтобы исполнить предназначенное ему судьбой. |                               |                                   |                |            |

### 30 лет ужаса
В августе 2008 года в честь 30-летия сериала издательство «Devil’s Due» выпускает коллекционный номер под названием «30 Years Of Terror». Специальный выпуск включает в себя несколько коротких историй, придуманных по мотивам оригинальной картины:
- Кошелёк или жизнь / Trick or Treat. История супругов МакКензи — соседей, к которым побежали Томми и Линдси в ночь первого нападения Майкла.
- Другая точка зрения / P.O.V. Второй рассказ показывает убийство королевы красоты как с точки зрения Майкла, так и девушки.
- Часы посещений / Visiting Hours. Лори представляет, как бы сложилась её жизнь, если бы брат тогда не нашёл её в далёком 1978 году.
- Томми и Бугимен / Tommy & The Boogeyman. Томми Дойль вырос и начал писать комиксы о Майкле Майерсе.
- Вынужденное повторение / Repetition Compulsion. Доктор Лумис пытается предугадать, где окажется Майерс на Хэллоуин 1989 года.

Хатчинсон поясняет, что решил создать этот выпуск потому, что в отличие от остальных юбилеев, в выпавший на 2008 год не вышел новый фильм цикла.

### Первая смерть Лори Строуд
Последняя на данный момент выпущенная в 2008 году серия «Первая смерть Лори Строуд» из 2 выпусков — «Masks & Grotesque Figures» и «Demons Tormenting Me» — рассказывает о событиях в жизни Лори Строуд, произошедших между 2 и 7 фильмами. Сюжет Хатчинсона, рисунок — Джеффа Зорнова (англ. Jeff Zornow). Лори пытается прийти в себя после кровавых событий Хэллоуина 1978 года, но как жизнь может наладиться, если ты пережил такой ужас? Хотя Майкл появляется на страницах сериала, непонятно — реален ли он, или это воображение Лори играет с ней жуткую шутку. Хатчинсон признаётся, что ему не нравится сюжетный поворот, согласно которому Лори и Майкл — кровные родственники. Поэтому в этой серии он решил избежать всяческих упоминаний этого факта. Хатчинсон считает, что самое интересное в этой истории не причины того, что Лори инсценировала собственную смерть и взяла себе новое имя Кери Тэйт. Интерес для него представляют мысли героини, её эмоции, чувства, подтолкнувшие Лори к этому.

### Метка Торна
Была запланирована ещё одна серия под названием «Знак Торна» (англ. Halloween: The Mark Of Thorn) — в ней авторы рассчитывали продолжить сюжетную линию шестого фильма и больше рассказать о проклятии Самайна и истоках сверхъестественной силы Майкла Майерса.
В центре сюжета оказывается подросший и ставший писателем Томми Дойл, которого издатель уговаривает написать художественную версию того, что произошло с ним в детстве. История должна придать смысла тому сумасшествию, которое творил Майкл Майерс в Хэддонфилде все эти годы. Также в комиксе должен был появиться «Человек в чёрном», но это был не доктор Уинн. Сюжет написал Стивен Хатчинсон вместе с Джеффом Катцем, участвовавшим в создании комикса «Freddy vs. Jason vs. Ash».